# Die Jäger im Schnee
Die Jäger im Schnee ist ein 1565 entstandenes 117 × 162 cm großes Jahreszeitenbild von Pieter Bruegel dem Älteren und das erste bekannte europäische Großgemälde mit Schnee. Es gehört zur Sammlung des Wiener Kunsthistorischen Museums und ist auch bekannt als Heimkehr der Jäger (Saal 10, Inv. Nr. GG 1838).

## Das Gemälde

### Inhalt und Aufbau

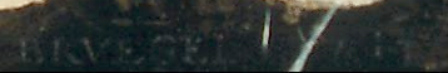
Signatur

Die vorherrschenden Farben sind Weiß und grünliches Grau. Die in dunklen Erdfarben gehaltenen Jäger mit ihren Hunden wenden dem Betrachter ihre Rücken zu, die Figuren werfen keine Schatten, die Sonne ist offenbar untergegangen oder durch Wolken verdeckt. Die Baumreihe, die die Jäger und Hunde entlangstapfen, markiert den Beginn einer Diagonale bis zu den schroffen Bergen an der rechten oberen Ecke, an deren Fuß eine Burg steht. In der rechten unteren Ecke stehen eine Wassermühle mit eingefrorenem Rad und eine Brücke, die von einer Reisigsammlerin überquert wird. Ganz links vor einem Wirtshaus haben Bauern ein Feuer entfacht, um ein Schwein zu sengen. Noch einmal ist Feuer zu sehen: In der Diagonale zwischen Jägern und Gebirge (linke obere Bildhälfte) brennt ein Schornstein. Ein gewundener Flusslauf zieht den Blick vorbei an Details, etwa Schlittschuhläufern oder einer Kirche, bis links oben zu einer Stadt an einer Meeresbucht. Nicht nur die Wasserflächen im Dorf sind zugefroren, sondern auch die Bucht, was an der grünlichen Farbe und den Menschen und Fuhrwerken darauf deutlich wird. Nahe der Bildmitte ist eine Vogelfalle aufgestellt und im Bildvordergrund drückt die Schneelast einen Brombeerstrauch nieder.
Signiert ist das Bild unten in der Mitte mit „BRVEGEL. M.D.LXV“.

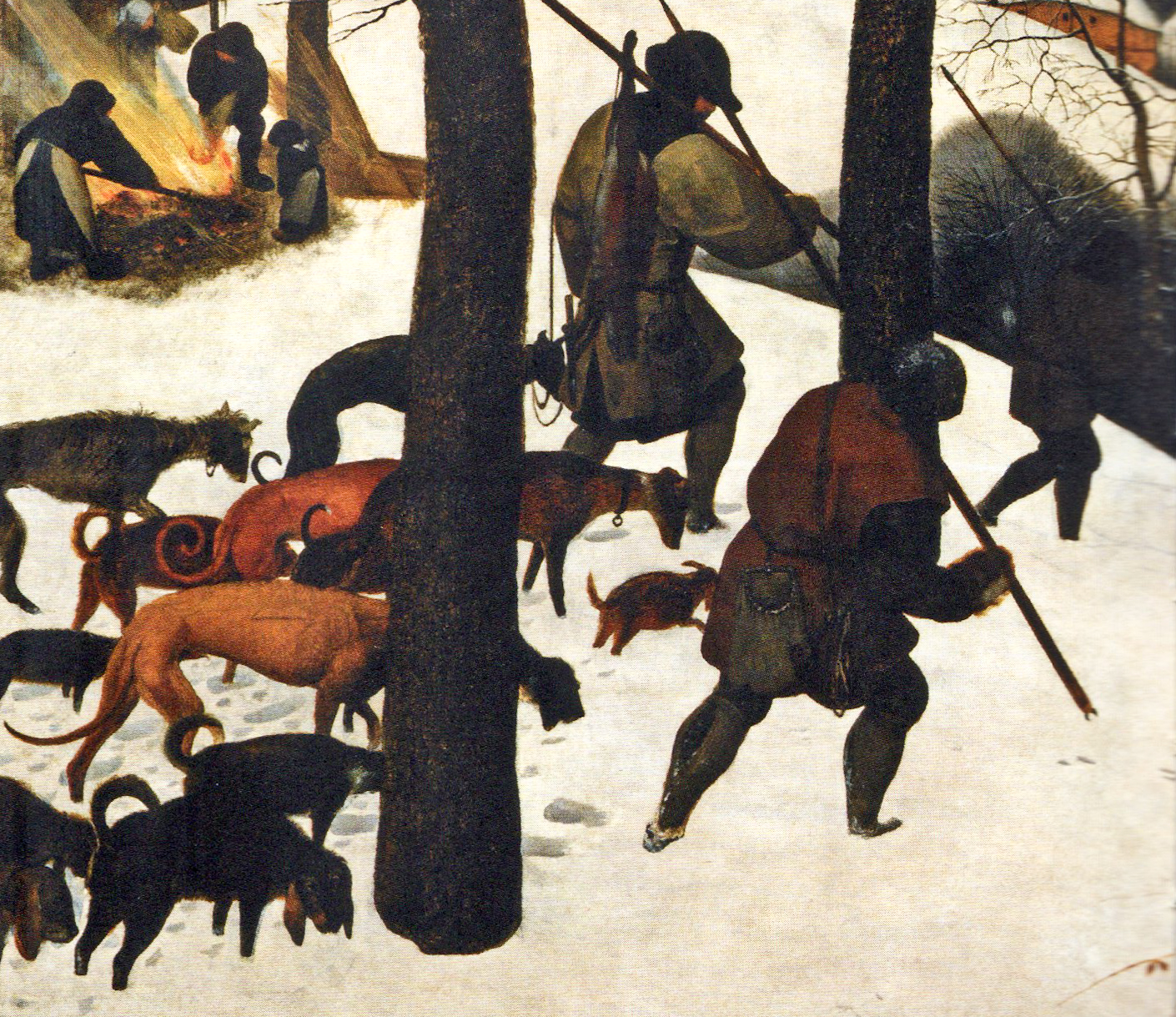
Die heimkehrenden Jäger
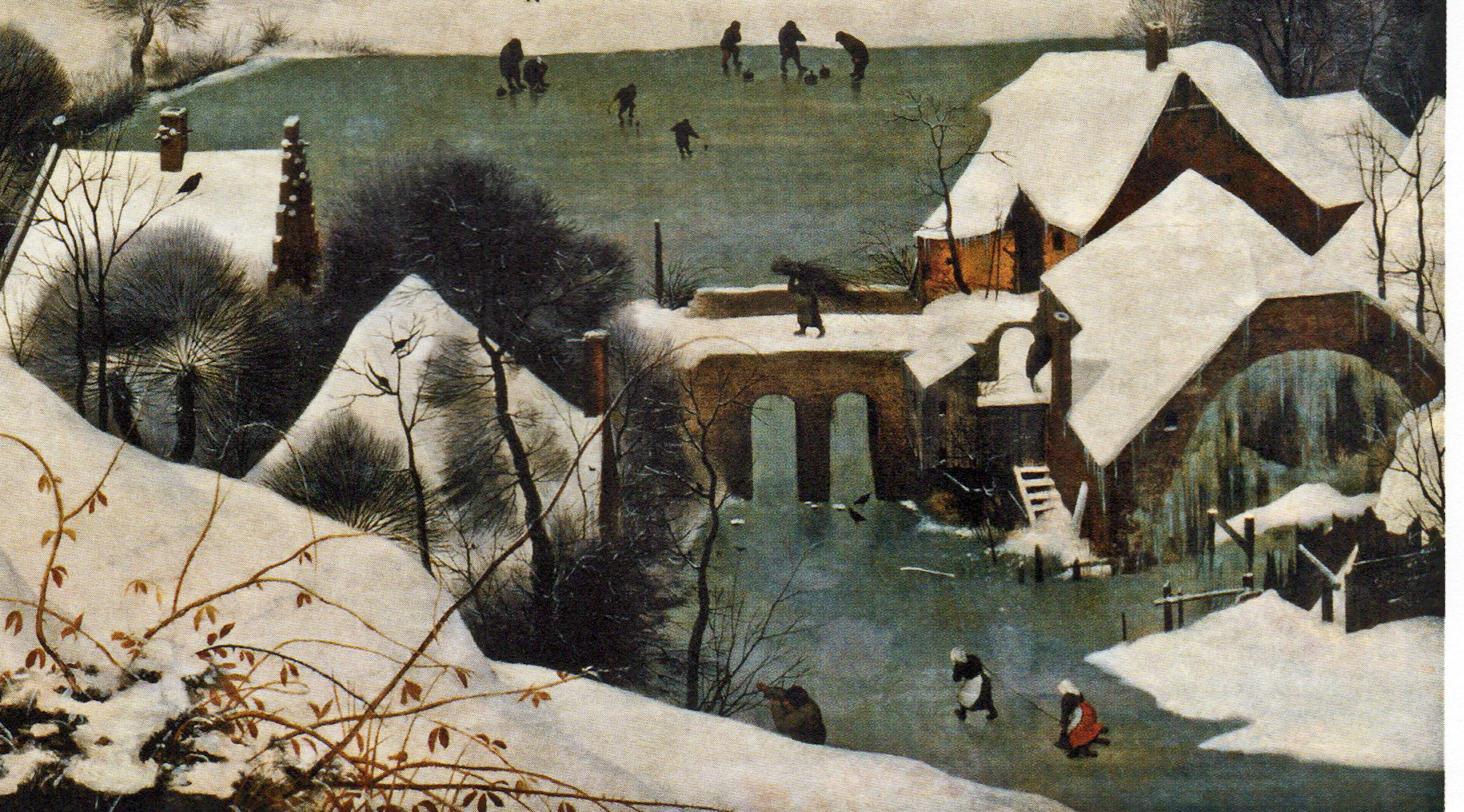
Brücke und Mühle
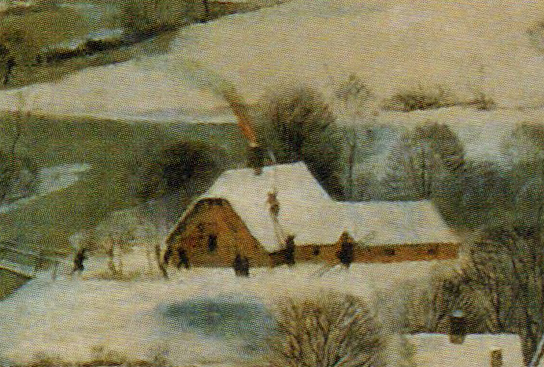
Ein Kaminbrand
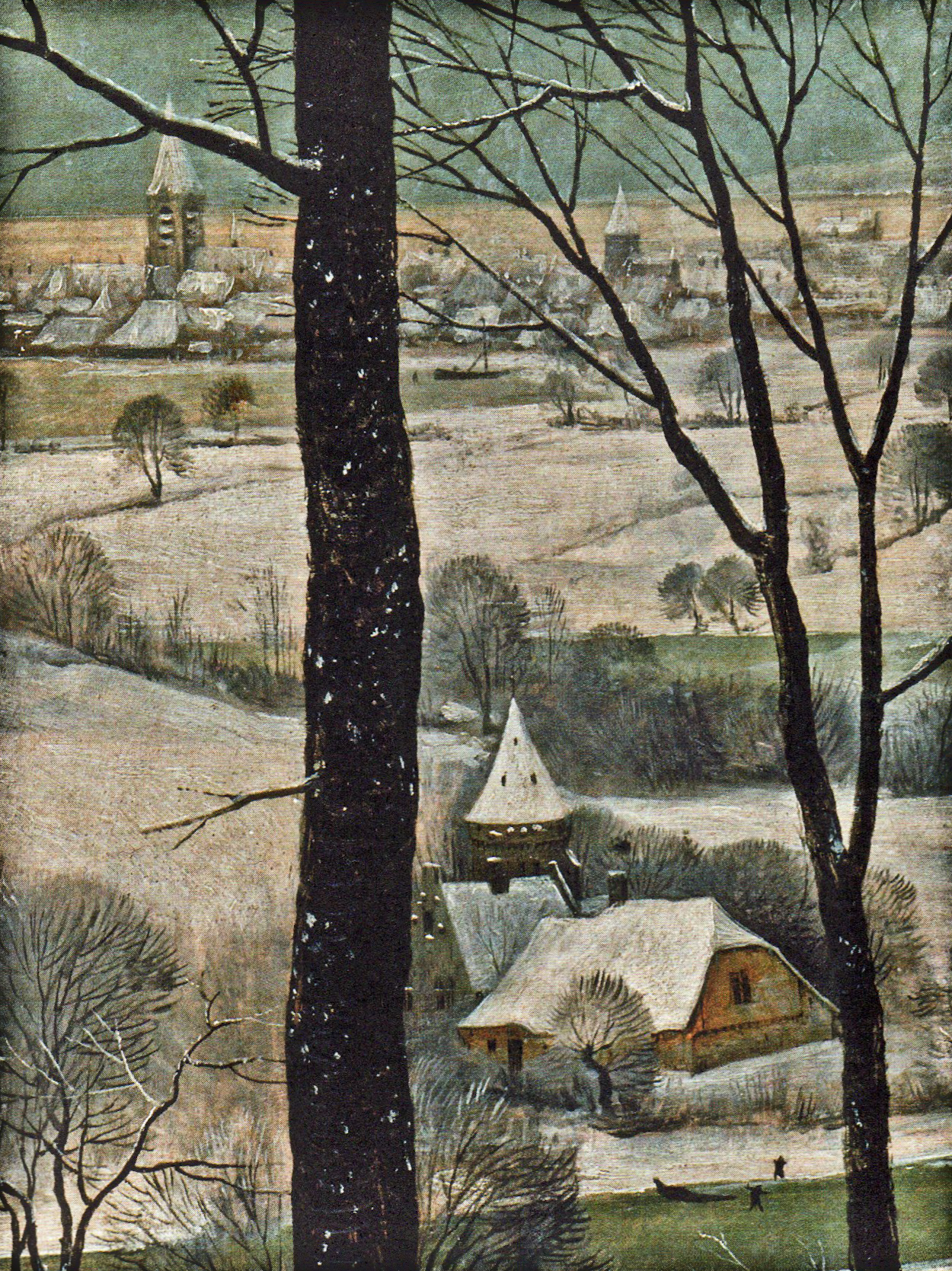
Blick zur Stadt an der Meeresbucht

### Motiv
Während ältere Monatsbilder hauptsächlich jahreszeitliche Tätigkeiten zeigen, dominiert hier die winterliche Natur und Menschen sind entweder winzig, oder an den Rand gedrängt dargestellt. Alles Belebte wie Menschen, Tiere und Bäume ist dunkel und verstärkt so den Eindruck lebensfeindlicher Öde. Die Beute der Jäger ist gering, sie konnten nur einen Fuchs erlegen. Die Aufschrift des Wirtshausschildes lautet: „Dit is inden Hert“ (Zum Hirschen) dazu passt die darüber dargestellte Szene mit dem Heiligen Eustachius, dem Schutzpatron der Jäger. Das Schild hängt schief – dies ist offenbar eine Anspielung auf das fehlende Jagdglück. Einfachen Bauern war nur die Jagd auf Füchse, Hasen und Vögel gestattet, deshalb auch die Vogelfalle nahe der Bildmitte, die wohl zusammen mit den Menschen auf den Eisflächen, auf die winterlichen Gefahren für Mensch und Tier hinweisen soll. Dargestellt sind nicht nur das Schlittschuhlaufen, sondern auch Colf und das Klootschieten. Colf wurde mit einem hölzernen Schläger gespielt und es galt, einen Ball entweder möglichst weit oder möglichst nahe an ein Ziel zu schießen. Es konnte nicht nur auf Eis, sondern auch Rasen gespielt werden und ist damit dem modernen Golf verwandt. Das Klootschieten bestand darin, eine Holzscheibe möglichst nahe an ein Ziel zu befördern. Es entspricht damit dem heutigen Eisstockschießen.
Schroffe Berge und Gebirgslandschaften tauchen häufig in Bruegels Werk auf, auch wenn dies mit der Topografie seiner flämischen Heimat nicht übereinstimmt. Der Künstler hatte den Rückweg eines frühen längeren Italienaufenthaltes auch zu einer Alpenreise, vermutlich durch die südliche Schweiz genutzt, und das Hochgebirge muss ihn tief beeindruckt haben. Ein alpines Gebirge mit Burg/Schloss taucht auch auf einem weiteren Jahreszeitenbild auf (Der düstere Tag [Vorfrühling]). Die Bekehrung des Paulus, ein aus der Apostelgeschichte entnommenes Motiv, verlegte der Künstler überhaupt, abweichend vom biblischen Bericht, in ein schroffes Hochgebirge.

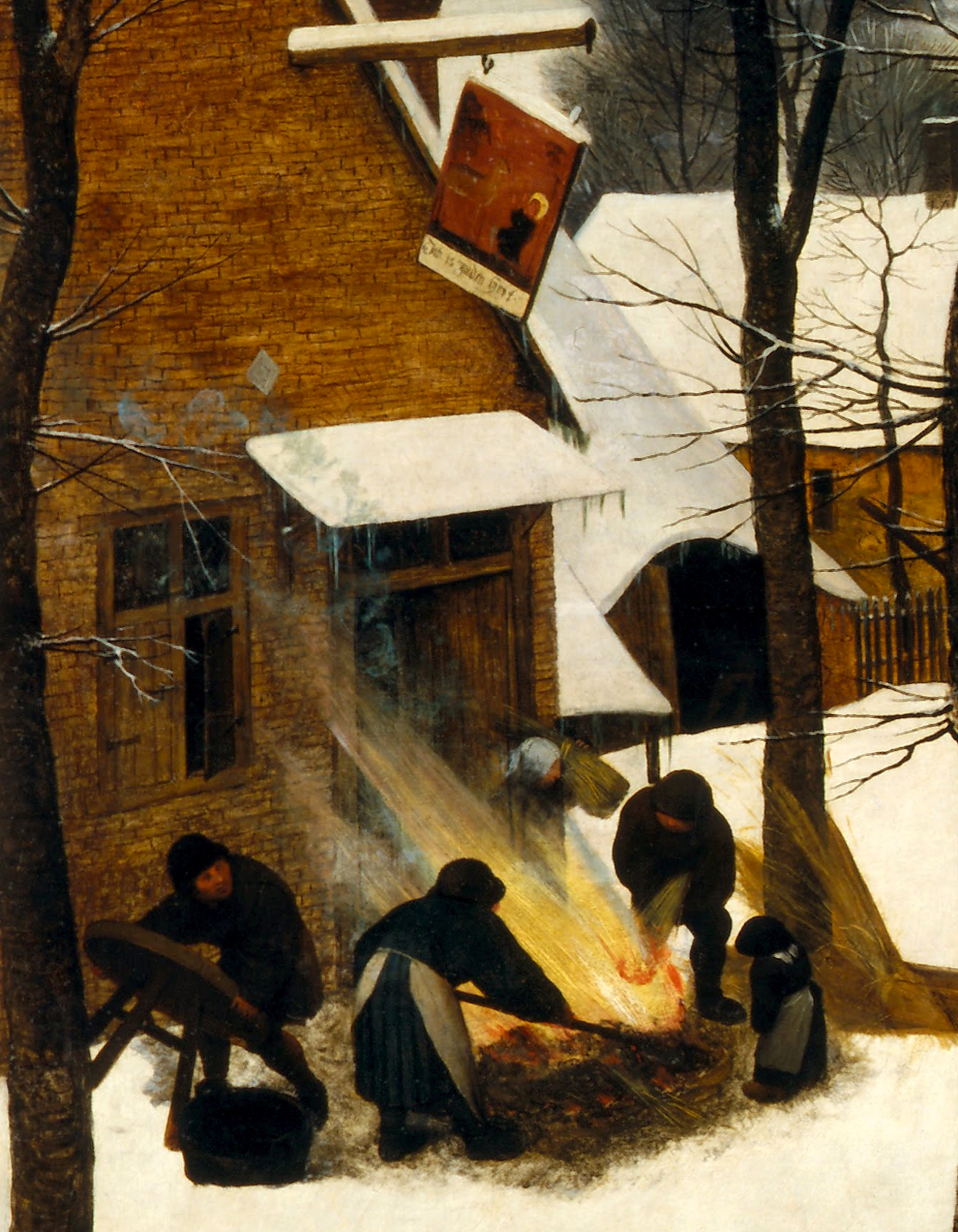
Szene vor dem Wirtshaus
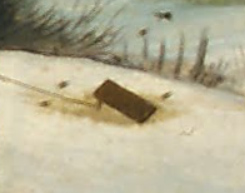
Die Vogelfalle
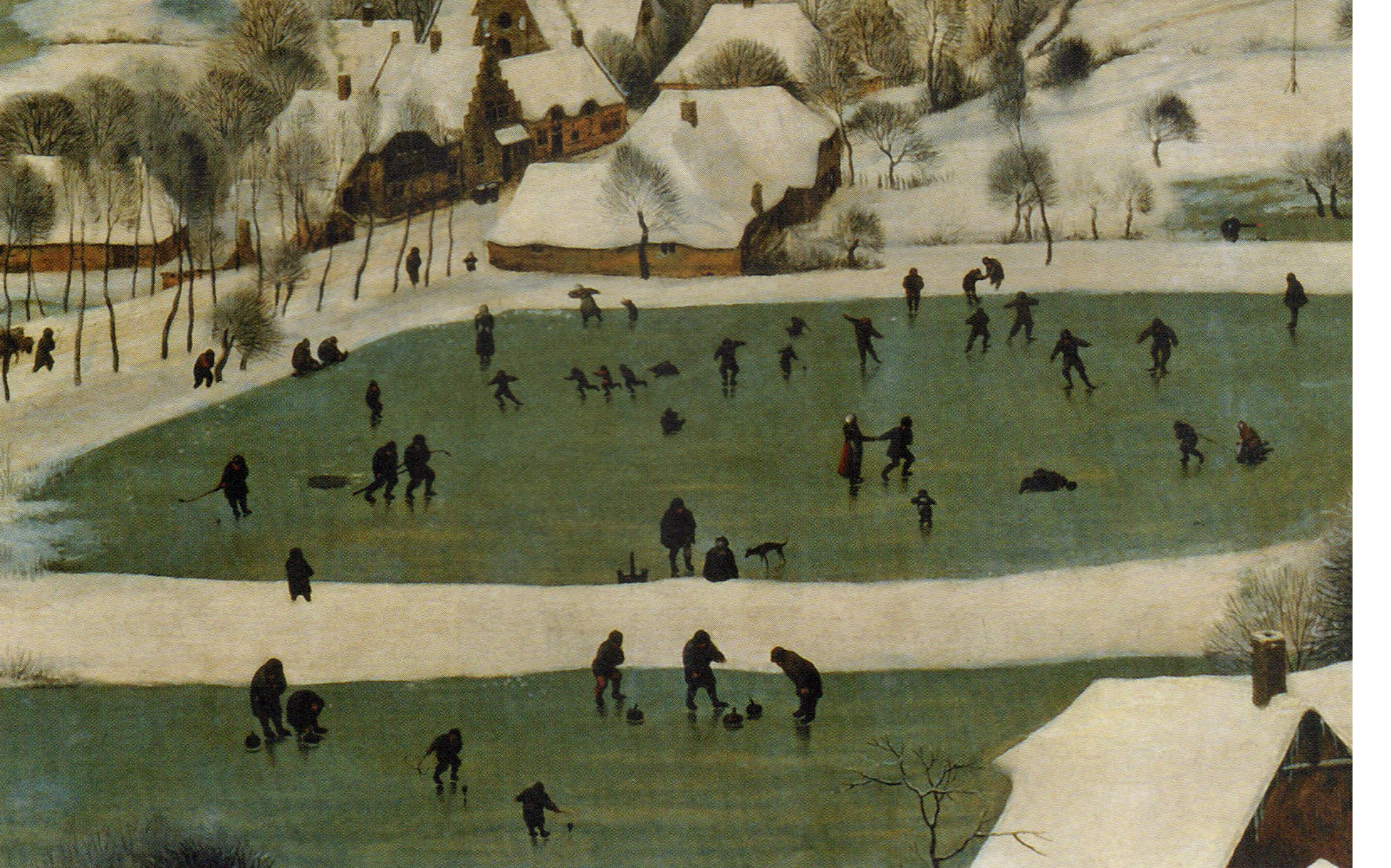
Dorfbewohner beim Wintersport
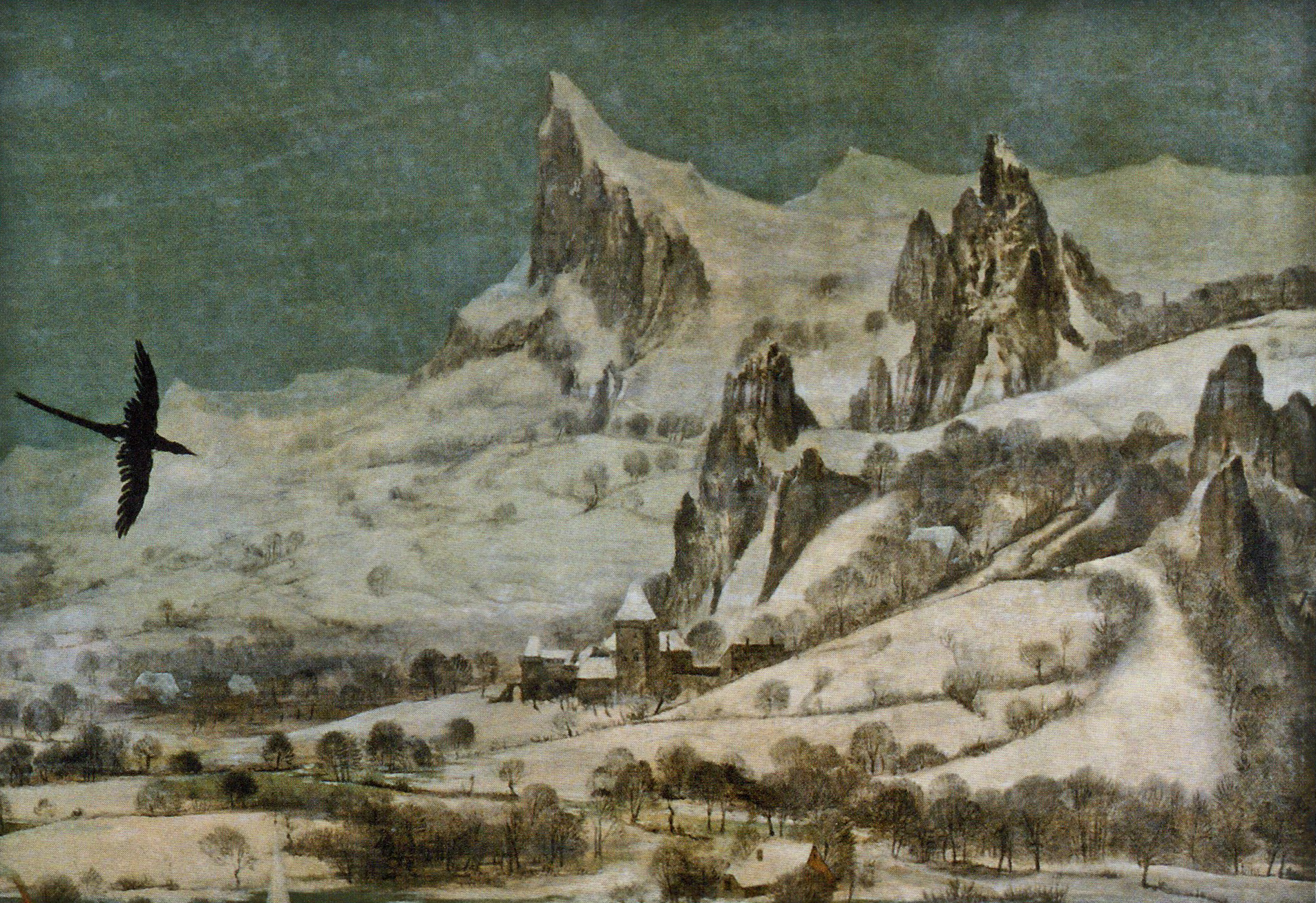
Gebirge und Burg

### Einordnung und Kopien

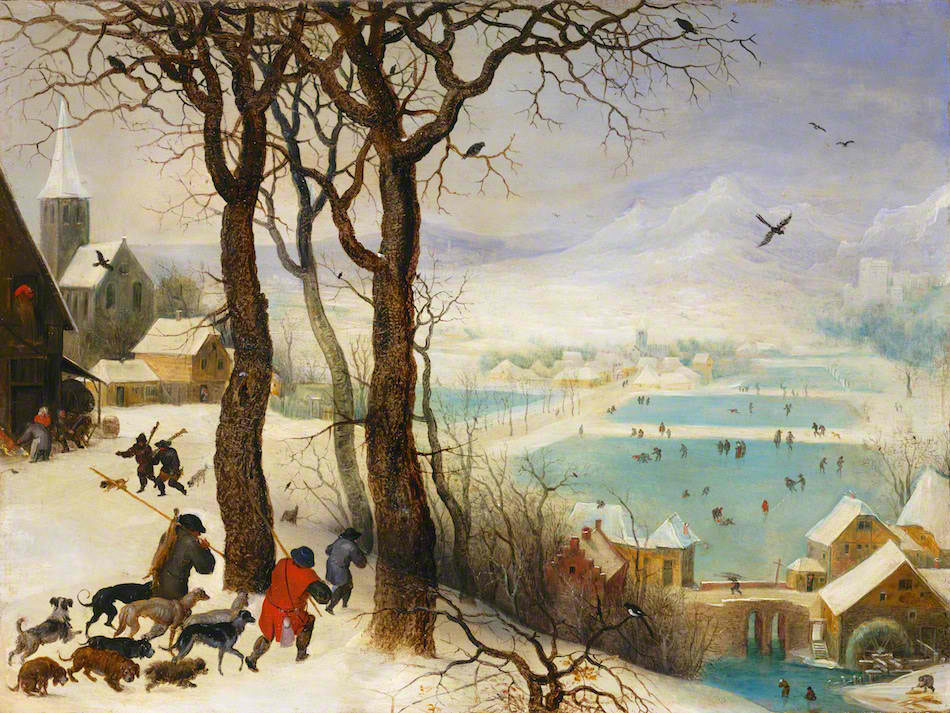
Kopie Pieter Brueghels des Jüngeren

Es ist Teil einer Serie von sechs Bildern, denn damals zählte man in den Niederlanden sechs Jahreszeiten: Vorfrühling, Frühling, Frühsommer, Hochsommer, Herbst und eben Winter wie auf dem besprochenen Bild. Die heute vorherrschende Ansicht ist, dass das Bild Dezember und Januar darstellt und damit die Reihe abschließt. Zwei weitere Bilder der Serie Der düstere Tag und Die Heimkehr der Herde (Herbst) befinden sich ebenfalls im Kunsthistorischen Museum Wien. Insgesamt sind fünf Bilder erhalten: Die Heuernte (Frühsommer) befindet sich im Palais Lobkowitz in der Prager Burg und Die Kornernte (Hochsommer) im Metropolitan Museum of Art in New York.
Im Tokyo Fuji Art Museum befindet sich eine Kopie, die Pieter Brueghel der Jüngere frei nach der Vorlage seines Vaters angefertigt hatte.

## Geschichte der Serie
Bruegel hatte die Serie ursprünglich für den Kunstsammler Nicolaes Jonghelinck in Antwerpen angefertigt. Bereits im Jahr 1594 erhielt sie jedoch der damalige spanische Statthalter Erzherzog Ernst als Geschenk. Im Nachlassinventar sind die Bilder am 17. Juli 1595 als „Sechs Taffel, von 12 Monathenn des Jars von Bruegel“ erwähnt. Danach gelangten die Bilder vermutlich in die Sammlung Rudolphs II. in Prag – gesichert ist, dass sie 1659 zum Inventar der Sammlung von Erzherzog Leopold Wilhelm in der Stallburg gehörten. Danach fehlen weitere Nachrichten. Erst in einem Katalog von 1884 steht vermerkt, dass das Bild zusammen mit Der düstere Tag im Depot gewesen und deshalb nicht schon früher angeführt worden sei. Siehe auch: Die Jahreszeitenbilder

## Rezeption
Das Gemälde wird oft als typisches Beispiel für die sogenannte „Kleine Eiszeit“ in Mitteleuropa angeführt, da der Winter 1564/1565 der kälteste Winter seit Menschengedenken war.
Das Gemälde spielt eine wichtige Rolle in den Filmen Solaris von Andrei Tarkowski und Melancholia von Lars von Trier sowie in Heimkehr der Jäger von Michael Kreihsl. Dabei steht Die Jäger im Schnee entweder für den Versuch, die menschliche Kunst und Kultur zu bewahren (Tarkowski), oder aber für die Vergänglichkeit aller Kunst und Kultur (Trier).